# Гребнев, Максим Алексеевич
Максим Алексеевич Гребнев (род. 9 января 2002 года, Подпорожье) — российский игрок в настольный теннис, член национальной сборной России. Чемпион Европы в парном разряде 2020 года. Серебряный призёр командного чемпионата Европы 2021 года. Пятикратный чемпион России: в одиночном разряде (2024, 2025) и в парном разряде (2019, 2021, 2022). Серебряный призёр чемпионатов России 2021 и 2023 годов в одиночном разряде. Серебряный и бронзовый призёр молодёжного (до 21 года) чемпионата Европы 2021 года. Мастер спорта России международного класса.

## Биография
Максим Гребнев начал заниматься настольным теннисом в 7 лет в подпорожской детско-юношеской спортивной школе, где его тренером была Светлана Моисеева. В 2016 году, в возрасте 14 лет, Максиму Гребневу присвоено спортивное звание «Мастер спорта России». Затем тренировался под руководством Татьяны Шевченко и Андрея Комова в спортивной школе олимпийского резерва «Ника» в пос. Сиверский Гатчинского района.
Максим Гребнев учился в гатчинском педагогическом колледже им. К. Д. Ушинского. В 2025 году учится на 2-м курсе бакалавриата Университета Лесгафта в Санкт-Петербурге.

## Стиль игры
Максим Гребнев играет европейской хваткой в атакующем стиле. Игровая рука — правая. В сезоне 2019/20 подписал контракт с фирмой «Donic», использует накладки «Bluegrip C2» этой фирмы на основании «True Carbon».

## Клубная карьера
Первый клуб, за который выступал Максим Гребнев, — клуб «НИКА», который играл в Высшей лиге Континентального Кубка ФНТР. В 2018 году Максим Гребнев играл в основном составе краснодарской команды «КУБАНЬ-СЕДИН» в российской Премьер-лиге. В конце 2018 года М. Гребнев подписал контракт с клубом «TTC Fortuna Passau» из второй лиги Германии. В 2020 году М. Гребнев играл за клуб «TTC OE Bad Homburg 1987 e.V.» в Бундеслиге. В сезоне 2021 г. М. Гребнев подписал контракт с немецким клубом «TSV Bad Konigshofen».

## Спортивная карьера

### Юниорские и детско-юношеские спортивные достижения
- Максим Гребнев и Владимир Сидоренко являются чемпионами мира по настольному теннису 2021 года в парном разряде среди юношей до 19 лет[19].
- Максим Гребнев и Лев Кацман дважды завоевывали золото чемпионата Европы по настольному теннису среди юношей в парном разряде: в 2018 и в 2019 годах[20][21].
- Максим Гребнев и Лев Кацман являются вице-чемпионами мира по настольному теннису среди юношей 2018 года в парном разряде[22].

### В профессионалах
- Член национальной сборной России;
- Чемпион Европы в парном разряде в паре с Львом Кацманом (2020);
- Двукратный чемпион России в одиночном разряде (2024, 2025);
- Трёхкратный чемпион России по настольному теннису в парном разряде в паре с Львом Кацманом (2019, 2021, 2022);
- Серебряный призёр чемпионата Европы по настольному теннису среди команд 2021 (Клуж-Напока). В состав команды входили Лев Кацман, Владимир Сидоренко и Кирилл Скачков с Александром Шибаевым в качестве запасных игроков.
- Серебряный призёр чемпионатов России 2021 и 2023 годов в одиночном разряде;
- Серебряный и бронзовый призёр молодёжного (до 21 года) чемпионата Европы 2021 года (г. Спа, Бельгия) в одиночном разряде и парном разряде, соответственно. В парном разряде играл вместе с Львом Кацманом[9][10].